# Arabette de printemps
Arabis verna
Espèce
L'Arabette de printemps (Arabis verna) est une espèce de plantes à fleurs annuelles de la famille des Brassicacées.